# 食盐
食鹽是一種調味劑，能產生人類能感知的鹹味，常在烹飪和享用食物時用作調味。常見的餐桌鹽是一種含有97至99%的氯化钠的精製鹽，另外還有未經提純的粗鹽、以氯化鉀取代氯化鈉的低鈉鹽、加入了碘化合物以防止使用者出現碘缺乏的碘鹽等。
鹽中的鈉是人體必需的營養素之一，可作為人體所需的電解質和滲透溶質，但過度食用食鹽會增加心血管疾病的風險，例如兒童和成人的高血壓症狀。早有以鹽對健康的影響为研究對象的研究。根據這些研究的結果，世界許多衛生機構及已開發國家的專家們都建議人們少吃些常見的高鹽食物。世界衛生組織建議，成年人每天應攝取少於2,000毫克的鈉，相當於5公克食鹽。
鹽主要從鹽礦提取，自然結晶成礦的鹽稱作「岩鹽」或「石鹽」。鹽也可由海水和富含礦物的溫泉中蒸發而成。鹽是海水最主要的礦物成分，含量較高，稱為海鹽。在海洋的浮游生物界，每公升海水含有約35克（1.2盎司）鹽分，鹽度是35‰。動物組織含有的鹽分相較植物組織為多。
在全球，鹽的年產量約3億噸，其中只有6%供人類食用（食鹽），其餘用途包括水處理、公路除冰、農業用途等。不少加工食品亦含有食鹽。鹽也用於保存食品。

## 歷史
纵观整个人类历史，盐的取得便是进入文明社会的标志，此过程中提取的鹽可能和最初人口增長有直接的關係。这是由于遊牧民族以牛羊肉为主食，不用鹽，因為肉類、血液和乳汁等動物組織裡含鹽量通常比植物組織多；而以穀物和蔬菜为主食的农耕民族則需在膳食中补充鹽份。

### 生產

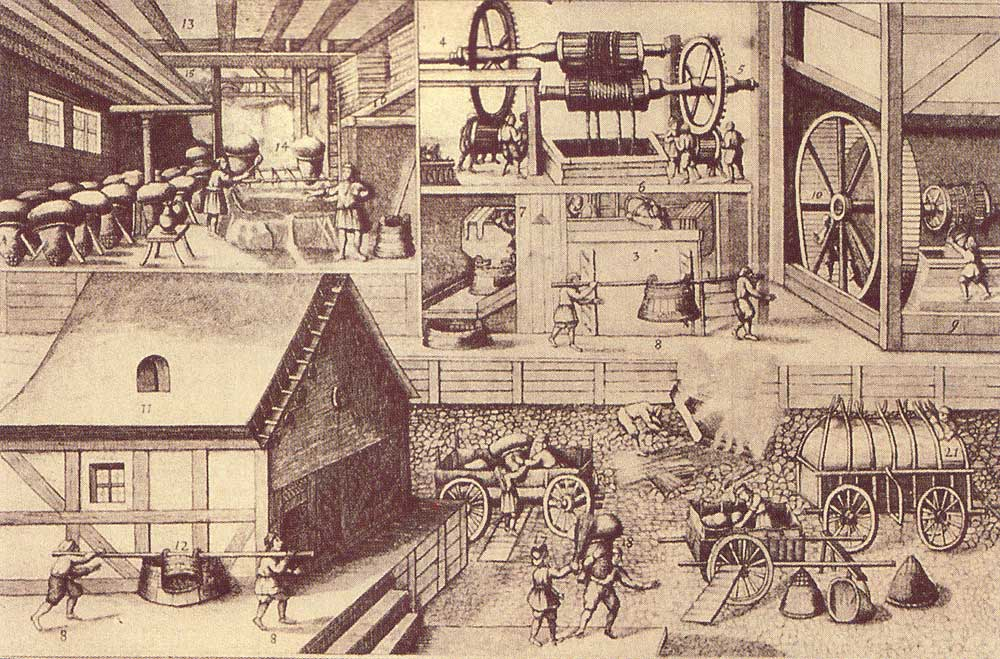
1670年时德国哈雷在安哈爾特州的鹽生產過程。

有證據顯示最早在公元前6050年的新石器时代，克克塔尼文化的人会使用陶器煮沸含鹽的泉水，以提取其中的鹽；而中國大約在同一時期也已有鹽業存在:18–19。在中国山西省运城市鹽湖和羅馬尼亞皮亞特拉-尼亞姆茨鹽泉附近的波亞納斯拉蒂納（Poiana Slatinei）考古遺址中，是目前可查證最古老鹽場之一:18–19；另在保加利亞的索爾尼特历史，可以追溯至公元前5400年，曾一度被認作是歐洲最早提供鹽礦的城市。公元前3000年的古埃及人的陵墓中有鹽、鹽漬魚和鳥等祭品:38。

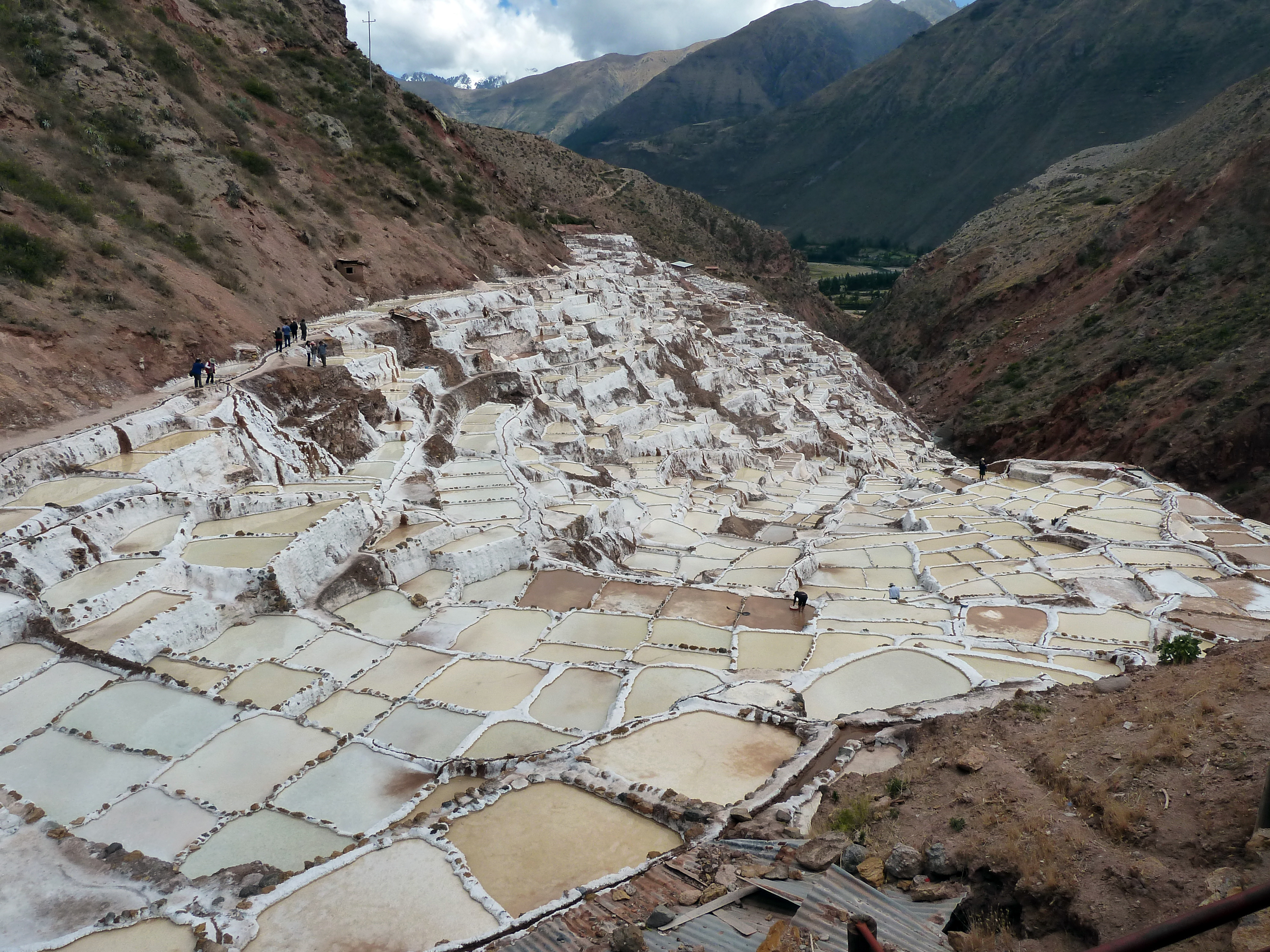
秘魯馬拉什附近的鹽池，以礦泉水灌溉自印加帝國时用以生產鹽。

### 貿易
鹽可能早已在新石器时代安那托利亞的黑曜岩交易中用作以物易物。随着文明的传播，鹽成为了世界主要贸易商品之一。大約在公元前2800年，埃及人開始以鹹魚交易腓尼基人的杉木、玻璃以及骨螺紫的染料。腓尼基人同时也和夥伴們交易埃及的鹹魚、北非的鹽等商品。他们的贸易王国遍布整个地中海:44。在公元前1000年期間，凱爾特人的社區透过與古希腊及古罗马交易鹽和咸肉致富，並與它們換取葡萄酒和其他奢侈品。希羅多德在公元前5世紀描写了穿越利比亚的食鹽贸易路线。罗马帝国早期修建了从奥斯提亚的盐盘到首都的萨拉里亚道，以运送食鹽。在古代，鹽巴對於希伯來、希臘、羅馬、拜占庭、赫梯和埃及等人來說皆是珍品。食鹽成為一項重要的貿易品，當時的人們會把食鹽經地中海船運，運經特地為食鹽而建的道路，再以駱駝隊穿過撒哈拉。在撒哈拉以南非洲，鹽曾作為貨幣使用，例如在埃塞俄比亚岩鹽磚曾被用作硬幣。在6世纪的摩尔商人手里，盐可以与等质量的黄金交换。傳統上，圖瓦雷克人维護著一條橫越撒哈拉沙漠的路線，特別是鹽馬幫用以運輸鹽的路線。雖然現今在尼日爾南部的馬幫們往返比爾馬时依然会穿越沙漠，但是大部分的貿易都是以卡車運輸。每隻駱駝前往比爾馬時帶着兩捆饲料和兩份貿易品，返回时則馱著對方用來交換的鹽柱和海棗。

### 稅收與戰爭
据说克里斯托弗·哥伦布的航海活动就是用西班牙南部的盐税资助的。而在貿易路線以陆路为主的城市会徵收關稅，利物浦等城鎮也会通过出口從柴郡的鹽礦中提取的鹽以帶動經濟的發展。鹽也引发了不少冲突与战争。有些國家之間為了食鹽而動起干戈。威尼斯便曾与熱那亞为鹽而戰，并贏得胜利。鹽在美國革命中也起到了重要的作用：美國的抗爭積極分子中便有製盐者；英國的一部分戰略是否認來自美國的反叛者帶了鹽過去。高昂的鹽稅也是法国大革命的起因之一。但在法国大革命鹽稅廢除不久後，拿破仑一世便成為了皇帝，並宣布重新課徵鹽稅以应对對外戰爭的開支。直到1945年法國鹽稅才被再度廢除。1930年，为了抗议英国殖民统治下的食鹽專營制度，圣雄甘地率领了100,000名以上的支持者举行了名为“盐进军”的抗议活动。他们走至海邊，将海水煮沸以取得盐类。这种公民不服從的精神激励了成千上万的普通百姓，并让印度独立从精英人士的主张变为了全国性的运动。

## 成分與作用
鹽的主要成分是氯化鈉，而其他成分則來源於生產過程中的殘留物質，或是有意添加的，如防止結塊的抗結劑。

### 氯化鈉
钠離子是一种在人体中有重要作用的电解质，為神经和肌肉正常活动之所需，还能维持体内的渗透压。人类膳食中大多数的钠来自食鹽。
食鹽中钠的质量分数略低于40%，所以6克（1勺）盐中含钠2,300毫克。西方国家每人每天摄入约10克食鹽，而东欧和亚洲国家摄入量较低。很多加工食品含钠量较高，摄取后会显著增加钠的摄入量。美国人摄入的钠中有75%来自加工食品和饭店菜肴，11%来自家庭烹饪和调味，其余则是食物中天然存在的。
因为鈉摄入过多会增加罹患心血管疾病、中風和腎病的风险，卫生机构普遍建议人们降低膳食中食鹽的摄入量。有研究建议，限制食鹽摄入的长期目标应为每天3克。每天少摄入1,000毫克钠，心血管疾病发病率就降低30%。没有急性疾病的成人和儿童减少日常钠的摄入能降低血压。低钠膳食还能改善高血壓患者的病情。然而，也有研究称没有足够证据表明每天钠摄入量低于2,300毫克和心血管疾病风险的关系。世界卫生组织建议成人每天钠的摄入量应少于2,000毫克（相当于5克食鹽）。美国建议一般人每天钠的摄入量应小于2,300毫克，而非裔美国人、高血压、糖尿病和慢性肾病患者以及51岁以上人士每天钠的摄入量应不超过1,500毫克。

### 碘
碘是人類需要的重要微量元素之一，碘缺乏可能導致甲狀腺機能低下症（甲狀腺分泌的甲狀腺素不足），或令成人出現甲狀腺腫、兒童出現克汀病。1924年起，為了解决前述這些病症，人們在一般食鹽中掺入碘化鉀、碘化鈉或碘酸鈉製得混合物，稱為「碘鹽」。有時亦會加入右旋糖來穩定碘質。其中碘缺乏病是智能障礙最大的可避免原因。在使用碘鹽的國家，碘鹽顯著降低了碘缺乏導致的病症。各国碘鹽中的碘含量和加入碘化合物的种类不尽相同，例如美国碘鹽含碘量为百萬分之46至77，而英国的建议标准为百萬分之10至22，中国卫生部則规定各地可根据实际情况确定碘鹽含碘量，平均值在20-30毫克/千克，允许上下有30%的浮动。

### 氟化物
膳食中缺氟可导致龋齿发病率大幅增加。食鹽中添加氟化物可减少蛀牙的发生，对尚未实行牙膏加氟和饮水加氟的国家尤为有益，因此在这些国家也更为常见。例如法国有35%的市售食鹽添加了氟化鈉。

### 抗結劑
食鹽中通常會添加矽鋁酸鈉或碳酸鎂等抗結劑以防結塊。磷酸钙、碳酸鈣、脂肪酸、酸式盐、氧化镁、二氧化硅、矽酸鈣及矽鋁酸鈣有時亦會被用作抗结剂。歐盟與美國的食品藥物管理機構均准許在上述兩種含铝化合物中使用铝。亚铁氰化钠有時亦會被採用。
在食鹽加入抗结剂的做法最早始於1911年，當時使用的抗结剂是碳酸鎂，可以令鹽粒更自由地流動。1988年，英國的食品化學成分、消費性產品與食品之毒性委員會認為亚铁氰化钠作為食品添加剂的安全性「暫時可接受」。

### 乾燥劑
有些人會自行在鹽瓶中加上生稻米或蘇打餅等干燥剂，用來吸收水份及防止鹽粒结块。

### 其他
在低鈉鹽中，將部分氯化鈉以氯化鉀取代，可在攝取量不變的情況下，減少鈉及增加鉀的攝取各約50%。
在“双营养强化盐”中，同时添加了碘酸盐和铁盐，后者有助于缓解缺鐵性貧血。据估计，缺铁性贫血影响了40%出生于发展中国家的新生儿的心智发育。盐中常用的铁源为延胡索酸亚铁。另一种添加剂为叶酸（即维生素B9），孕妇在怀孕前期和怀孕中补充足够的叶酸能够降低神经管畸形和唇裂胎儿的出生率。添加了叶酸的盐通常呈黄色。

## 用途
食鹽的鹹味是人类能感知的基本味道之一。全球很多菜式皆有使用食鹽，也常常装在餐桌上的鹽瓶中供食客调味，同時还是很多加工食品的添加物質之一。許多東亞國家的傳統調味品並非食鹽。在這些國家的傳統文化裡，食鹽的功能被酱油、魚露和蠔油一类的調味品取代，且主要用於烹調，很少用作餐桌上的佐料。
食鹽可以為食物提供防腐和提香等功能，所以它存在於大多數的加工食品中（如罐裝食品、鹽藏食品、醃製食品和即食食品等），然而在青菜、水果等天然的食物裡卻幾乎不存在。生产黄油和奶酪制品的过程中要用到乳制品用盐。在电制冷技术出现前，食品保存的主要方法就是用鹽腌制。如新鲜鯡魚每100克中含有67毫克的钠，而腌制以后则含990毫克的钠；豬肉每100克含63毫克钠，而煙肉含1,400毫克钠；马铃薯每100克含7毫克钠，但馬鈴薯片每100克含800毫克钠。飲食中食鹽的主要來源除了氯化钠之外，還有麵包和穀物製品、肉類製品和奶製品。雖然人們從20世紀起已逐漸能使用罐裝和人工製冷的方式來保存肉類，但肉類仍是各類型食品中添加盐较多的。

## 製鹽工藝
制盐是世界上最古老的化学工艺之一。根据来源，盐可分为海盐、湖鹽、井盐、石鹽等几大类。
如今在世界的鹽產來源中，岩鹽佔41%、地下卤水及盐湖占29%、海鹽佔26%。其中海盐和石盐是最主要的两个来源。

### 海盐
海水的鹽度约为3.5%，储盐量是所有盐产资源之冠，是食鹽取之不盡的來源，海鹽可自然或者加工技術生成，可分成海水蒸發和離子交換膜電透析（EDI）。海水蒸發是傳統工法，受日照或降雨因素影響產量，需佔地廣大的鹽田。而離子交換膜電透析是海水淡化技術的一種，需消耗大量能源，但比較可以有穩定的產量。在蒸發量大、降雨量小的海洋國家，海水蒸發是製鹽的首選方法。先讓鹽田内充滿海水，等到海水蒸发后就能從中获得鹽晶。由於一些海藻和微生物在高鹽度的環境下生長良好，因此有時這些鹽田会有非常鲜艳的颜色。中国最大的盐场——长芦盐场原盐年产量240多万吨，占中国全国原盐总产量的7%和海盐总产量的四分之一。

### 井盐
中国井盐生产肇始于战国末年，李冰是其生产创始人其他地方的食鹽則是透過開採巨大的沉積礦藏而得，這些礦藏是數以百萬年前的海洋和湖泊蒸發而成。這些鹽礦可能會直接開採作岩鹽，也有可能會將水泵進礦床中，溶成溶液後再提煉。上述二種情形採集的食鹽都可以透過鹽卥的機械蒸發來純化。傳統上，這個工序是在敞口平底鍋上進行，通過加熱來增加蒸發率。近來這製程會在真空狀態的平底鍋中進行。

### 石盐
石盐是内流盆地中封闭的湖泊蒸发所沉积下的矿物质，为现时最为广泛的採盐方式。石盐的岩床可以在地下广大的区域里延伸，最多达350米厚。在美国和加拿大地下有一片巨大的岩床，从纽约州西部的阿巴拉契亚盆地起，通过安大略省地下，覆盖大部分密西根州的地下区域。英国的柴郡地下和伍斯特郡周围有石盐矿。奥地利的萨尔兹堡因盐矿而馳名，被称为“盐城”。中国江苏省淮安市地下有厚度为100-200米的盐矿，储存量在世界盐矿首位。

### 树盐
巴拉圭格兰查科平原北部的原住民會從印度鹽樹（學名為Maytenus vitis-idaea）及其他樹燃燒後所得的灰燼中取得鹽。
原鹽可以通過精煉來純化，以改進它在貯藏及處理的特性。鹽精煉一般都會經過重結晶，鹽鹵在經過化學處理後可以析出大部份的雜質（主要是鎂鹽和鈣鹽）。然後使用多級蒸發來收集純氯化鈉結晶，再在窯中進行乾燥處理。有些食鹽則是以阿柏格法製成，即是在溶液內播入立方晶體並以直空平底鍋加熱，成品是細粒狀的薄片。此外，由離子交換的透析方式將海水經過純化處理，過濾雜質，可得到氯化鈉含量99%以上的精鹽。

## 特種

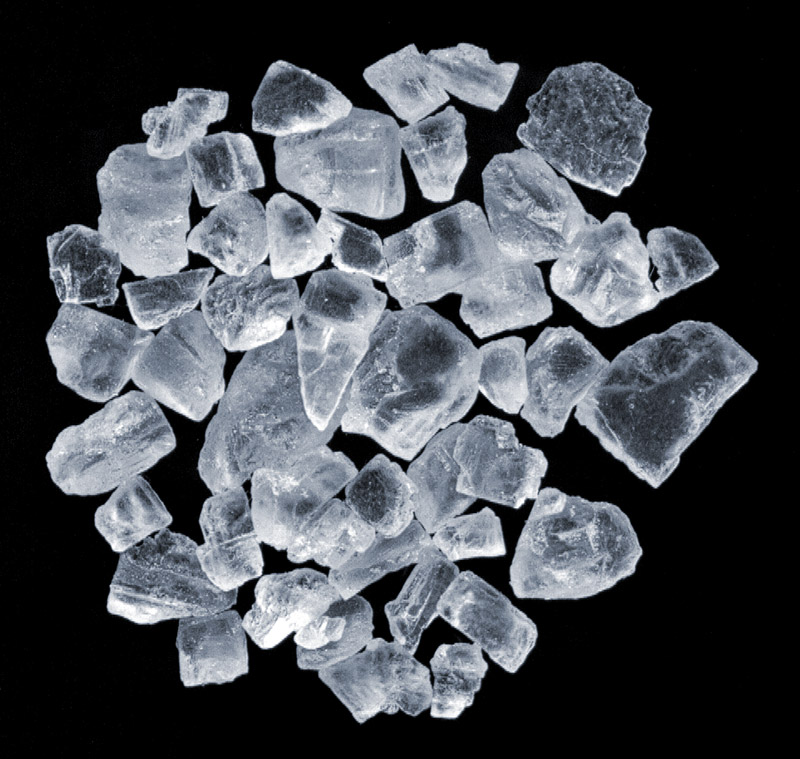
形状不规则的海盐晶体

各地的天然盐有各自独特的矿物风味。粗海盐含有少量镁和钙的卤化物、硫酸鹽，还有极少量藻類、耐盐细菌和沉積物等。其中的钙和镁使粗海盐略带苦味，且容易潮解（露置保存时会慢慢吸收空气中的水汽）。藻類则带有轻微的“鱼腥味”和“海风味”，后者来源于有机溴化合物。另外海盐中或多或少含有沉積物，所以会带有一点暗灰色。因为这些有着特殊味道和气味的化合物含量很低时就能被人类感知，所以海盐撒在食物上时会带来比较复杂的味道，而若在烹饪过程中加入，食物的调料就很可能盖过这些味道。
法国盐之花是一种在鹽結晶體沉積至鹽田的底部之前，馬上刮除表面最乾淨的結晶，就是所謂的鹽之花，義大利、西班牙、葡萄牙等地生产的盐之花风味都不相同，各有特色。鹽花是春天時最初的結晶鹽，重量稍輕，會漂浮在水面上，台灣早期因傳統上認為鹽花的鈉含量太低，不夠純正，鹽工會把鹽花都敲碎使其與其它礦物質一起沉澱，衛生福利部近年將低鈉鹽列入特殊營養品。台灣也有本土鹽花生產，如採傳統的天日曬鹽法的台灣最古老鹽田台南市北門區井仔腳瓦盤鹽田與嘉義縣布袋鎮的洲南鹽場。
傳晉朝葛洪發明「竹鹽」，海峽兩岸目前均有生產，如新竹縣農會使用尖石鄉孟宗竹，以松木為材窯燒成無碘鹽。
传统的韓國料理中将粗盐装入两端用黄土封口的竹筒中煅烧得到竹盐。竹盐吸收了竹和黄土中的矿物质，据称能增加大酱（一种发酵豆制调料）的抗突變功效。
犹太盐虽然也经过精炼，但不含碘，颗粒也比多数精制盐要大。这种盐的烹调特性也有所不同，可用于烹饪犹太教肉品。有些犹太盐经过认证符合犹太教教规，但并非所有标称犹太盐的产品都是如此。如泡菜盐的颗粒很细，可加速制卤时的溶解过程。

## 经济

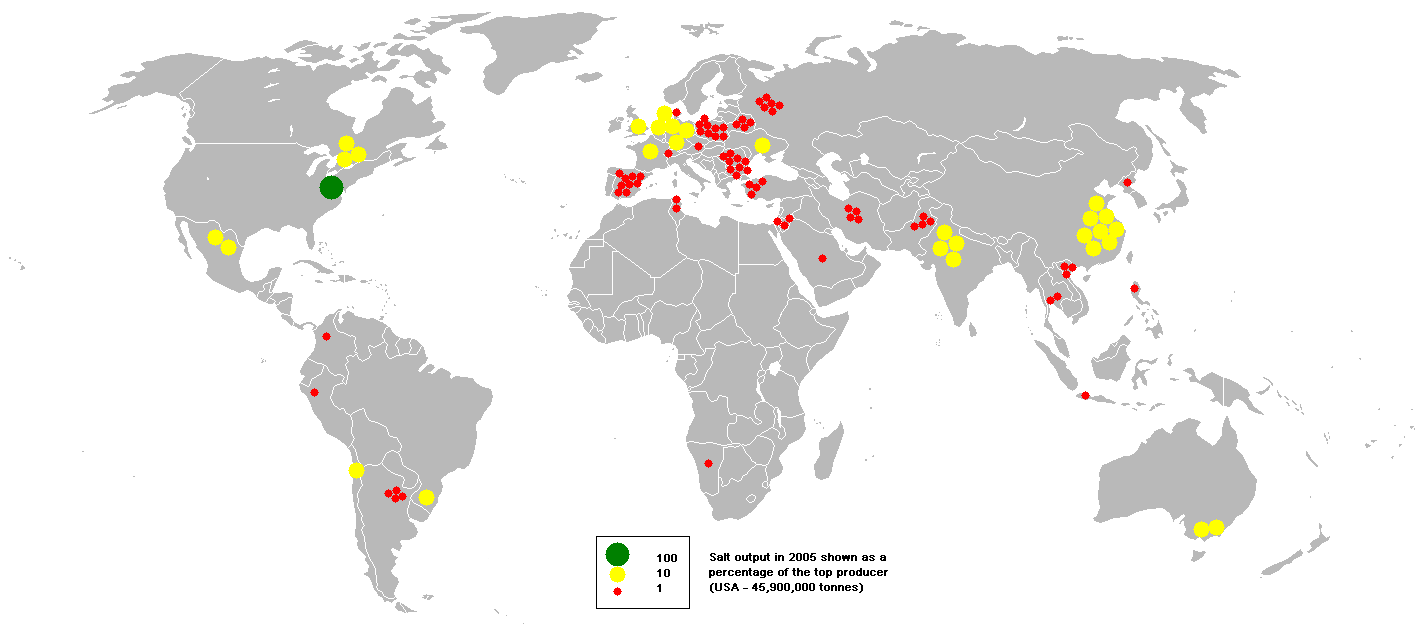
2005年各国盐产量

盐业专卖一般指食盐销售统由政府垄断、限于政府授权私人经营、或者由公家统一收购等垄断制度。曾於世界多處實施，為強勢政府控制財源的絕佳方式之一。不過也因為鹽業專賣容易造成市場供需不均及價格爭議，因此常引起糾紛。

2013年全球鹽總產量有2.64亿公噸，产量最高的五个国家分别是中国（7,100万）、美国（4,000万）、印度（1,800万）、德国（1,200万）和加拿大（1,100万）。在发达國家中，食用鹽產量占鹽總產量的比例很小。欧洲的大部分地区食鹽仅佔鹽總產量的7%，但是全球盐的产量却佔了全球鹽總產量的17.5%；荷兰拥有世界上最大的跨国制盐公司（阿克苏公司）和先进制盐技术。
碘盐的普及使得中國鹽業在2009年已成为亚洲盐业排名之首，但對於看法各界不一。巴基斯坦的克烏拉鹽礦是世界最大的採鹽工場之一，2003年产量38.5万吨。該鹽礦共有19層，其中11層為地下礦場，通道總長度達400公里。以「房柱採礦法」的方式開採，並留下一半的材料來支撐上層；此外，喜馬拉雅鹽若以每年平均35萬公噸的开采速度開採，350年後被採盡。

## 文化

### 语言文字
工资的英語「salary」起源於拉丁文的「salarium」，意指支付給羅馬軍隊的士兵的金錢会花费在購買鹽这一件事上；沙拉英語「salad」的意思是鹽漬的（salted），源於古羅馬人習慣把绿叶蔬菜醃漬的做法:64。在英國，地名名稱後綴「-wich」表明该地曾經产鹽，如桑威治（Sandwich）、諾維奇（Norwich）等。而位於東非大裂谷納特龍湖的山谷也以鹽的命名方式取名。薩爾察赫河（Salzach）流經奧地利中部萨尔茨堡、哈尔施塔特和哈萊因的河段長度為17公里，其具有廣泛的鹽沉積物。薩爾察赫河（Salzach）的意思是「鹽河」；萨尔茨堡（Salzburg）的意思是「鹽堡」，都以德语命名，其中指的是鹽。

### 宗教习俗

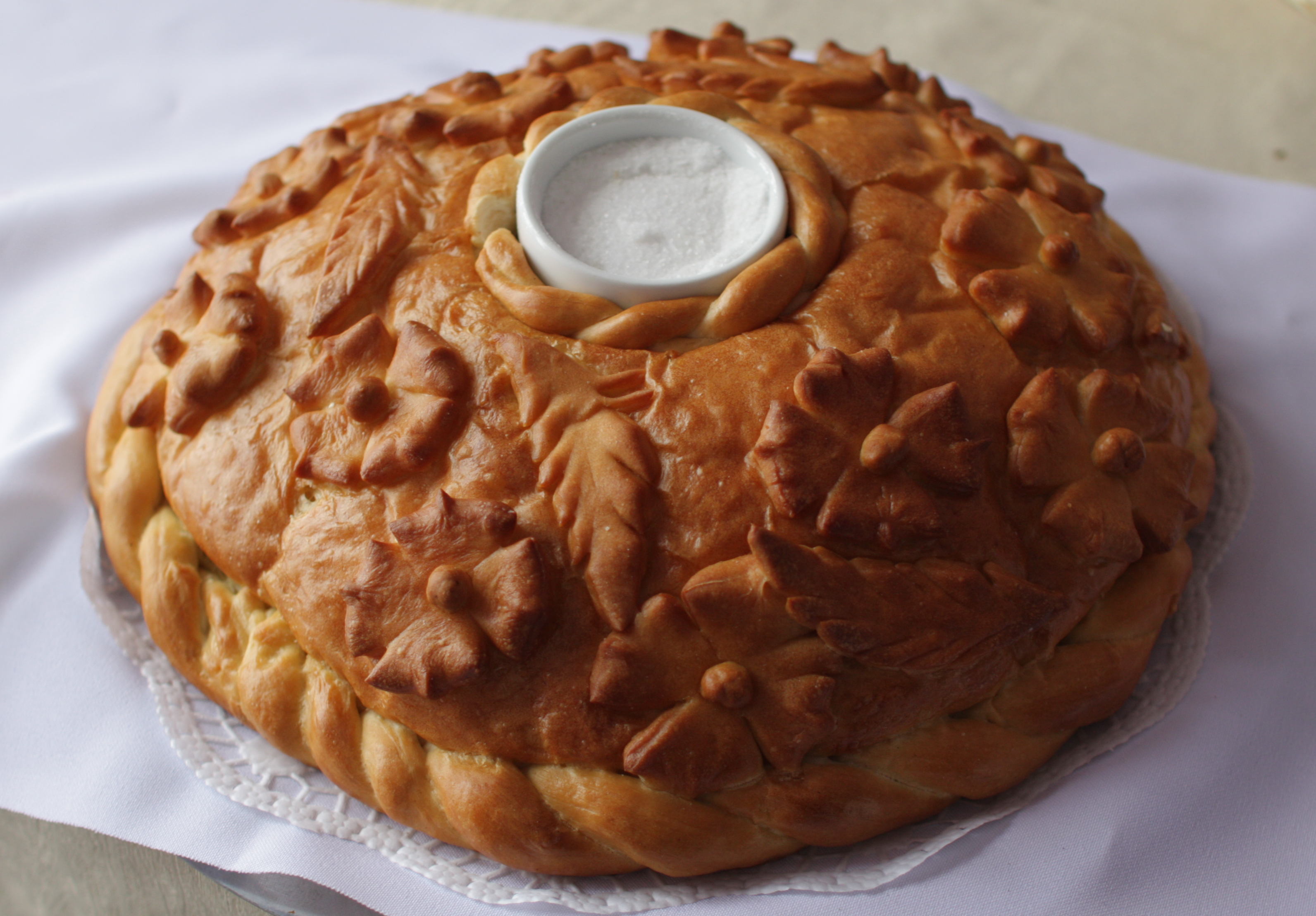
俄羅斯婚禮的麵包和鹽

鹽被用於宗教儀式，亦有其他文化意義。鹽在宗教及文化上的地位一直都很高。在古吠陀宗教的獻祭、赫梯人的儀式、閃米特人節慶，以及希臘人在新月時，均會將鹽灑到火中，發生劈裡啪啦的聲音。古埃及人、希臘人及羅馬人都會帶著獻給神的鹽和水向其神祇祈求，有些人認為這是基督教圣水的起源。
近東地區，在戰爭時期的一個古老传统是在土地上撒盐，在敌人的土地上撒盐，让土地上长不出庄稼。在中东，鹽可以在儀式上用來締結協定，並用於與神定下盐约（或譯不可背棄的盟約），人們还会在他們的供品撒鹽以示對神的信任。
犹太教中，安息日的吉都什儀式會建議用鹹麵包，若沒有鹹麵包，則在麵包上加鹽，習慣上，在吉都什儀式後會在麵包上灑一點鹽，或是用麵包蘸一點鹽。犹太人為了保護神和人之間的立約，會用安息日麵包蘸鹽；英國和美國的威卡教中，鹽是代表土元素的符號，威卡教也認為鹽可以潔淨一個地區，去除有害的或是負面的能量，其祭壇上常會放一盤水及一盤鹽，在許多的儀式及節慶中都會用到鹽。天主教的脫利騰彌撒中，一定會用到鹽；凱爾特基督教的奉獻禮中，第三項就是鹽，也用鹽來驅魔；羅馬天主教的聖水禮儀中，依各地習俗不同，也會將鹽加入水中。
印度教將鹽视为非常吉祥的物質，會用在乔迁火供（house-warmings）及婚禮等宗教儀式中。耆那教的信徒會在神祇貢獻有加少許鹽的生米，以表示信徒的虔誠。在耆那教的喪禮中，骨灰埋葬之前也會在上面灑鹽；大乘佛教認為鹽可以辟邪，當參加葬礼返家的路上，會灑鹽避免煞氣進入屋內。日本神道教中會在對地點及對人的淨化儀式（祓）中使用鹽。在場所的入口也會放一小盤鹽，除了辟邪以外，也有招徠客人的目的，相撲比賽時也會在土俵撒鹽淨化埸地。
在阿茲特克神話中，烏伊斯托希瓦托是生育之神，主管鹽和鹽水。

### 其他記載
舊約聖經有35次提到鹽，在創世紀中，所多瑪與蛾摩拉被毀滅時，天使帶羅得和其家人逃離所多瑪，交代他們不能回頭，而羅得之妻回頭看，就變成鹽柱（創世記 19:26）；士師亞比米勒在拆毀示劍城後，也在其中灑鹽，可能是咒詛未來要重建此城的人（士師記 9:45）；聖經在約伯傳中首次提到鹽為調味料：「淡而無鹽的食物，豈能下咽？蛋白能有什麼滋味？」（約伯傳6:6）。而在新約聖經有6次提到鹽，耶稣在山上寶訓中，曾提到祂的門徒是盐和光；使徒保罗也鼓勵基督徒：「你們的言語要常常帶著和氣，好像用鹽調和。」（歌羅西書4:6）。
有書籍聲稱迦太基於第三次布匿战争（公元前146年）被打敗後，罗马共和国在小西庇阿的耕地和在迦太基的首都迦太基市散播食鹽。

### 文化遗产
哈尔施塔特（奥地利）于1997年以它的盐矿文化历史成了世界文化遗产，是世界上第一個鹽礦的所在地。該鎮命名自身为哈尔施塔特文化的原因是該地區在公元前800年開始採鹽。大約公元前400年，鎮上的居民用鶴嘴鋤和鏟子开始製作敞锅盐。
位于波兰克拉科夫附近的维利奇卡盐矿，是一个从13世纪起就开采的盐矿，目前已基本停产。盐矿有327米深，超过300公里长。盐矿中有房间、礼拜堂和地下湖泊等，宛如一座地下城市。1978年，维利奇卡盐矿被联合国教科文组织登录为世界遗产。

## 文學作品
- 散文詩作家瘂弦著名的散文詩「鹽」，批判諷刺當時社會未關心社會底層的平民百姓，為一首著名的諷刺散文詩。
- 南朝·宋·劉義慶世說新語·言語：「俄而雪驟，公欣然曰：『白雪紛紛何所擬？』兄子胡兒曰：『撒鹽空中差可擬。』兄女曰：『未若柳絮因風起。』公大笑樂。」

## 含鹽商品
- 加碘食鹽
- 天然海鹽
- 岩鹽
- 玫瑰鹽
- 低鈉鹽
- 胡椒鹽

## 延伸阅读
[在维基数据编辑]
 《欽定古今圖書集成·經濟彙編·食貨典·鹽部》，出自陈梦雷《古今圖書集成》

## 延伸閱讀
- Multhauf, Robert. . The Johns Hopkins University Press. 1996. ISBN 978-0801854699.

- 饒玖才.  (M). 香港: 天地圖書有限公司. 2003年: 10–17.
- 呂烈.  (M). 香港: 三聯書店有限公司. 2005年: 90–97.
- 林書顏。《香港自然學家》第10期1號。1938年。
- 張復明、方俊育. . 台北縣新店市: 遠足文化. 2008年11月: 48－73頁. ISBN 978-986-6731-20-4.